# Zur wahren Eintracht
Die „gerechte und vollkommene Loge“ Zur wahren Eintracht wurde am 12. März 1781 in Wien von fünfzehn Mitgliedern der Freimaurerloge Zur gekrönten Hoffnung gegründet. Ihr erster Meister vom Stuhl war der Hofarzt Ignaz Fischer. Am 9. März 1782 folgte ihm Ignaz von Born in dieser Funktion nach, der im Gründungsjahr eingetreten war.  Durch Born wurde Zur wahren Eintracht eine Eliteloge mit wissenschaftlichem Schwerpunkt sowie zum Zentrum der Wiener Illuminaten.
Eine Besonderheit der Loge war, dass ihre Zeichnungen (Vorträge, die bei der Zusammenkunft der Brüder gehalten werden) als Physikalische Arbeiten der Einträchtigen Freunde in Wien veröffentlicht wurden – zwischen 1783 und 1788 erschienen sieben Ausgaben. Die Loge verfügte über eine eigene Bibliothek und unterhielt ein von Born begründetes Naturalienkabinett.
Am 11. Dezember 1785 erließ Kaiser Joseph II. das sogenannte Freimaurerpatent, das die Anzahl der Logen begrenzte und die behördliche Meldung der Mitglieder verlangte. In Folge schlossen sich die Logen Zu den drei Adlern, Zum Palmbaum, und Zur wahren Eintracht am 28. Dezember 1785 zur Loge Zur Wahrheit zusammen, in der Born zunächst noch als Meister vom Stuhl agierte, die aber durch zunehmende Streitigkeiten geschwächt wurde und sich im April 1789 formell auflöste.  1793 folgte schließlich die Selbstauflösung der beiden weiteren verbliebenen Wiener Logen, 1795 verbot Kaiser Franz II. die Freimaurerei in der gesamten Monarchie.

## Mitglieder
Die Präsenzliste der Loge ist im österreichischen Haus-, Hof- und Staatsarchiv erhalten geblieben.
Unter den mehr als zweihundert Brüdern finden sich prominente Künstler, Wissenschaftler und Intellektuelle wie die Musiker Joseph Haydn und Johann Holzer, die Schriftsteller Aloys Blumauer, Johann Baptist von Alxinger, Joseph Franz von Ratschky, Cornelius von Ayrenhoff, Johann Georg Schlosser, Johann Pezzl, Carl Leonhard Reinhold und Otto Heinrich von Gemmingen-Hornberg, Sebastiano Ayala, der Bildhauer Franz Anton von Zauner, der Botaniker Emmanuel von Canal, der Mineraloge Carl Ludwig Giesecke, der Justiz- und Verwaltungsreformer Joseph von Sonnenfels, der Theologe Carl Wilhelm Hilchenbach und der Botaniker Franz von Mückusch und Buchberg. Angelo Soliman, der „hochfürstliche Mohr“, bekleidete das Amt des Vorbereitenden Bruders, später das des Vize-Zeremonienmeisters.
Wolfgang Amadeus Mozart, Mitglied der Loge Zur Wohlthätigkeit, war häufig Gast bei den Arbeiten der Loge Zur wahren Eintracht und wurde dort zum Gesellen befördert.